# Rowdies de Tampa Bay (1975-1993)
Ne pas confondre avec le club créé sous le nom du FC Tampa Bay en 2008 et rebaptisé Rowdies de Tampa Bay en 2012.
Maillots
Les Rowdies de Tampa Bay (en anglais : Tampa Bay Rowdies) furent de 1975 à 1984 une franchise de football de la North American Soccer League aux États-Unis située à Tampa dans la zone géographique métropolitaine qui englobe les villes autour de la baie de Tampa en Floride. La franchise fut créée par George Strawbridge.
L'équipe réussit l'exploit de gagner le championnat dès leur première année dans la ligue en battant les Portland Timbers 2-0. Puis, l'équipe perdit les finales en 1978 et 1979.
En 1983, la franchise fut vendue à Stella Thayer, Bob Blanchard et Dick Corbett.
Durant ces années, la franchise participa aussi au championnat de football en salle que la NASL organisa. Elle remporta d'ailleurs le titre en 1979.
Après l'arrêt de la NASL, Cornelia Corbett devint le seul propriétaire du club et ce dernier opéra comme équipe indépendante pendant deux ans. En 1986, la franchise rejoignit la American Indoor Soccer Association pour une saison.
Puis, en 1988, la franchise intégra la troisième génération de la American Soccer League et de ses successeurs (APSL) jusqu'à sa disparition en 1993.

## Grands joueurs
Angleterre
- Sam Allardyce (1983)
- Peter Anderson (1978-80)
- Manny Andruszewski (1979-80)
- Peter Barnes (1990)
- Paul Hammond (1975;1977-78)
- Nicky Johns (1978)
- Stewart Jump (1975-77)
- Kevin Keelan (1981)
- Tony Kinsella (1981)
- Mark Lindsay (1975-77;1984)
- Rodney Marsh (1976-1979)
- Don McAllister (1984)
- Graham Paddon (1982)
- Frank Worthington (1981)
- Terry Rowe (1991-93)

Allemagne
- Peter Nogly (1983-83)

Argentine
- Carlos Babington (1982)
- Oscar Fabbiani (1979-82)

Australie
- Adrian Alston (1977-78)

Bermudes
- Clyde Best (1975-76)

Brésil
- Mirandinha (1978-79)

Écosse
- Ian Anderson (1977/1981)
- John Gorman (1979-82)
- Mike Hewitt (1975)
- Davie Robb (1977-78)
- Stewart Scullion (1975-76)

États-Unis
- Hugo Perez (1982-83)
- Steve Trittschuh (1989-93)
- Peter Vermes (1991)
- Roy Wegerle (1984)

République d'Irlande
- Mark Lawrenson (1987)

Haïti
- Arsène Auguste

## Résultats saison par saison
| Année | Gagné-Perdu | Saison régulière                         | Playoffs                                | Meilleur buteur                                                        |
| ----- | ----------- | ---------------------------------------- | --------------------------------------- | ---------------------------------------------------------------------- |
| 1975  | 16-6        | 1er, Division Est                        | Champion NASL                           | Derek Smethurst-18, Stewart Scullion-7                                 |
| 1976  | 18-6        | 1er, Division Est, Conférence Atlantique | Championnat de la Conférence Atlantique | Derek Smethurst-20, Rodney Marsh-11, Stewart Scullion-10, Clyde Best-9 |
| 1977  | 14-12       | 3e, Division Est, Conférence Atlantique  | Premier tour                            | Derek Smethurst-19, Rodney Marsh-8, Steve Wegerle-5                    |
| 1978  | 18-12       | 1er, Division Est, Conférence Américaine | Finale                                  | Rodney Marsh-18, Dave Robb-16                                          |
| 1979  | 19-11       | 1er, Division Est, Conférence Américaine | Finale                                  | Oscar Fabbiani-25, Rodney Marsh-11,                                    |
| 1980  | 19-13       | 1er, Division Est, Conférence Américaine | Demi-finale de la Conférence Américaine | Steve Wegerle-9                                                        |
| 1981  | 15-17       | 4e, Division Sud                         | Quart de finale                         | Frank Worthington-11                                                   |
| 1982  | 12-20       | 3e, Division Sud                         | Non qualifié                            | Luis Fernando-16                                                       |
| 1983  | 7-23        | 3e, Division Sud                         | Non qualifié                            | Manny Rojas-8                                                          |
| 1984  | 9-15        | 4e, Division Est                         | Non qualifié                            | Roy Wegerle, Neill Roberts-9                                           |